# Donauhaven
De Donauhaven is een haven in Rotterdam-Europoort, in de Zevende Petroleumhaven. De Donauhaven heeft een waterdiepte van 7,65 meter.